# Vérac
Vérac – miejscowość i gmina we Francji, w regionie Nowa Akwitania, w departamencie Żyronda.
Według danych na rok 1990 gminę zamieszkiwało 656 osób, a gęstość zaludnienia wynosiła 76 osób/km² (wśród 2290 gmin Akwitanii Vérac plasuje się na 604. miejscu pod względem liczby ludności, natomiast pod względem powierzchni na miejscu 1162.).